# Noreia

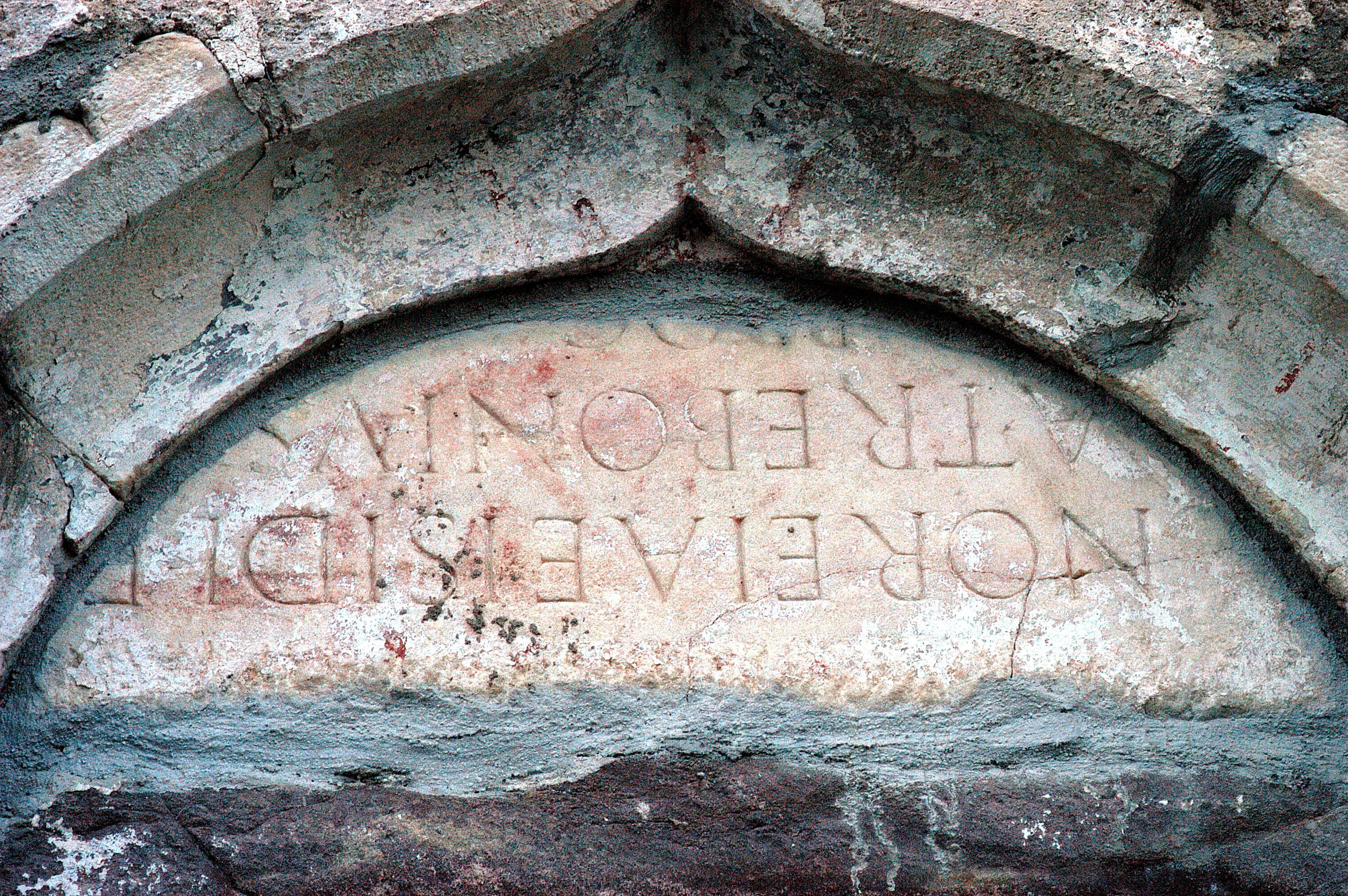
Noreia-wijsteen boven het kerkportaal op de Ulrichsberg, Kärnten

Noreia is het epitheton van de pre-Romeinse Keltische moedergodin die in Noricum (het huidige Oostenrijk) mogelijk onder deze naam algemeen werd vereerd.
Zij is bekend van inwijdingsinscripties daterend uit de Romeinse periode. De naam staat in direct verband met de Keltische stam der Norikers, die ten noordoosten van Italië gevestigd waren, in het gebied waar deze inscripties zijn aangetroffen. 
In verwijzende inscripties zijn aanwijzingen gevonden voor het bestaan van een Heiligdom van Noreia in Glan (Kärnten) en een ander op de Ulrichsberg. 
Noreia werd door de Romeinen met de Egyptische godin Isis gelijkgesteld en vereerd als Isis-Noreia. 
In Frauenberg bij Leibnitz ligt op 500 m van het slot Seggau het grootste heiligdom van Isis-Noreia buiten Egypte. De godin Noreia, een chtonische godheid vergelijkbaar met Artemis als Goddelijke moeder, werd daar vanaf 1500 v.Chr. in een tempel op de Frauenberg al voor de aanvang van de Hallstattcultuur vereerd. Als pan-Keltische oppergodin werd zij in heel het gebied van het huidige Oostenrijk vereerd. 
Noreia was behalve moedergodin en landsgodin ook beschermgodin van de mijnbouw en kon zoals alle Keltische goden als polyvalent numen worden aangeroepen, zoals blijkt uit talloze votiefinscripties. In de Romeinse tijd werd "Isis-Noreia" als meesteres van het lot, het levensgeluk, de vruchtbaarheid, de bergzegen, de geneeskracht en vooral van het water aanzien.
Met Noreia werden eveneens twee gehuchten in het stedelijk gebied van Virunum aangeduid, het ene op zowat 27 mijl, het andere op 40 mijl in de omtrek.